# Jaktledare
Jaktledare var en yrkeskategori i svenska flygvapnet vanligen förkortad JAL, var den taktiska chefen som ledde luftförsvarets strid i en luftförsvarssektor. Sedan 1999 benämns tjänsten flygstridsledare.

## Radiojaktledare
Stridsledare med kartbordet i luftförsvarscentralen som underlag. Radiojaktledaren kunde inte själv se de egna jaktplanen eller målen på en radarskärm utan var tvungen att förlita sig på information på kartbordet som rapporterats in via telefon från radarstationer och luftförsvarsgruppcentraler, detta gjorde att informationen om planens läge kunde vara upp till flera minuter gammal. Denna tjänst förekom främst under STRIL 50.

## Radarjaktledare
Stridsledare som följer målen och egna flygplanens rörelser på radarskärmen, genom radiokontakt eller med styrdatasändningar till egna jaktplan leder han dem mot målet. Tjänstgjorde i radargruppcentraler, luftförsvarscentraler eller radarstationer.

## Trådjaktledare
Trådjaktledare ansvarade för att via trådburen kommunikation ge startorder till jaktplan som stod i beredskap på flygbaserna. Trådjaktledarna tjänstgjorde i luftförsvarscentraler.

## Arbetsgång
1. Oidentifierat/okänt/fientligt flygföretag upptäcks av spaningsradar eller luftbevakningen och rapporteras in till sektorns luftförsvarscentral.
2. Jaktledare Jal fattar beslut om insats, antingen med jaktplan eller luftvärn.
3. Vid insats med jaktflyg ger trådjaktledare Tråjal startorder till lämpligt antal jaktplan som står i beredskap.
4. Samtidigt ger biträdande jaktledare bijal ledningsuppdraget till chefsradarjaktledaren crrjal, som antingen sitter i samma anläggning (lfc typ 1) eller i en radargruppcentral.
5. Crrjal fördelar ledningsuppdraget till en av sina radarjaktledare rrjal.
6. Rrjal tar kontakt med jaktplanen när de väl är luftburna och leder jakten till kontakt med målet.

## Annan betydelse
Termen jaktledare används även inom jakten på vilt. En jaktledare leder och organiserar jakten i ett jaktlag eller en jaktklubb.